# ناوتو ساواي
ناوتو ساواي (باليابانية: 澤井 直人) (مواليد 3 أبريل 1995)، هو لاعب كرة قدم ياباني سابق كان يلعب كلاعب وسط.

## وصلات خارجية
- ناوتو ساواي على موقع رابطة كرة القدم اليابانية للمحترفين (اليابانية)
- ناوتو ساواي على موقع قاعدة بيانات كرة القدم.إي يو (الإنجليزية)
- ناوتو ساواي على موقع Soccerway.com (الإنجليزية)
- ناوتو ساواي على موقع عالم كرة القدم.نت (الإنجليزية)